# Municipio di Aquisgrana
Il Municipio di Aquisgrana (in tedesco: Aachener Rathaus) è la sede storica del Comune della città di Aquisgrana, nella land della Renania Settentrionale-Vestfalia, in Germania.
All'interno, nella Sala dell'Incoronazione, nel giorno dell'Ascensione, si svolge la cerimonia del Premio Carlo Magno, conferito a personalità benemerite dell'Unione europea. Nel municipio sono inoltre conservate le copie delle insegne imperiali (globo, corona imperiale, spade) e le miniature carolinge.

## Storia e descrizione

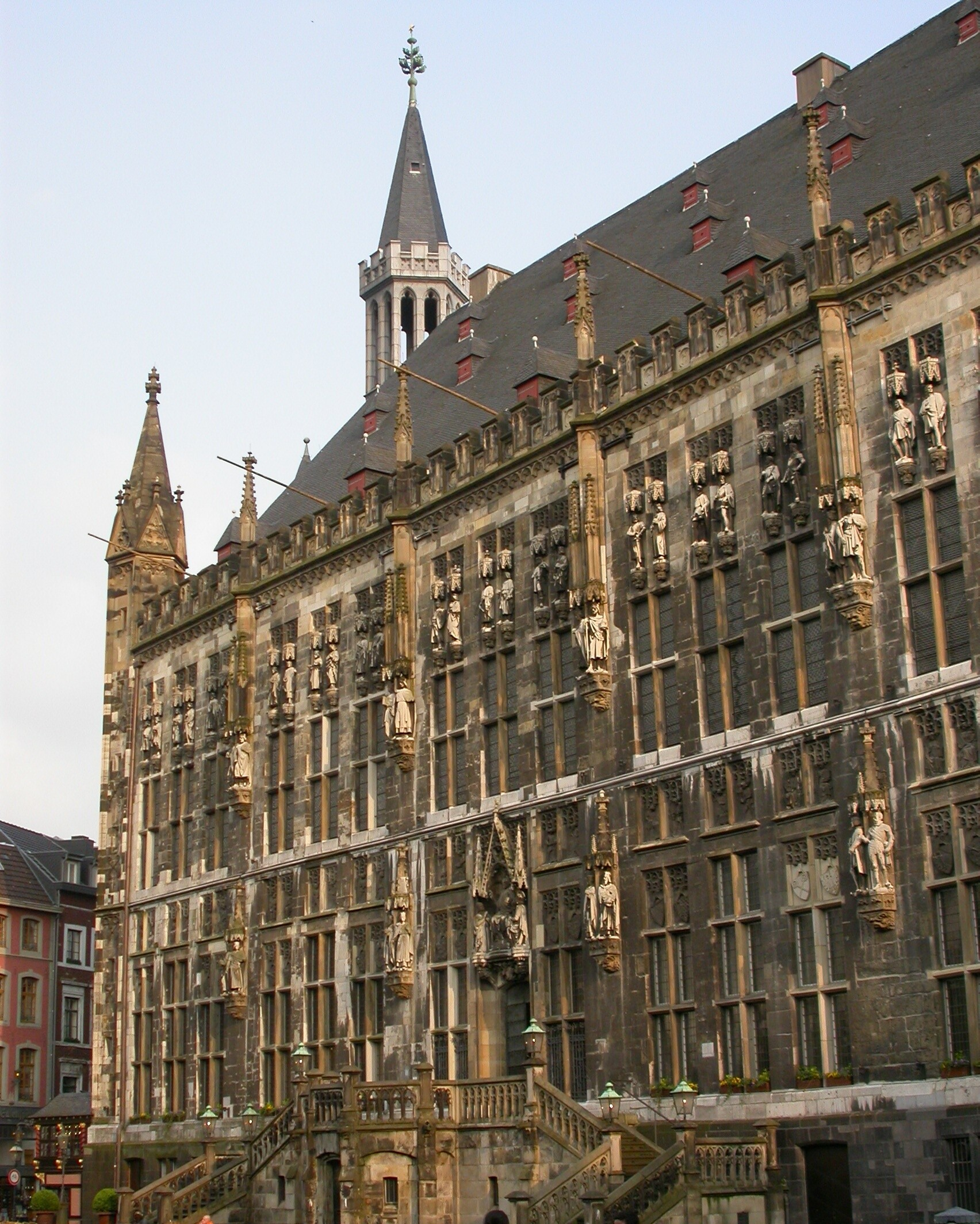
Particolare della facciata principale sul Markt

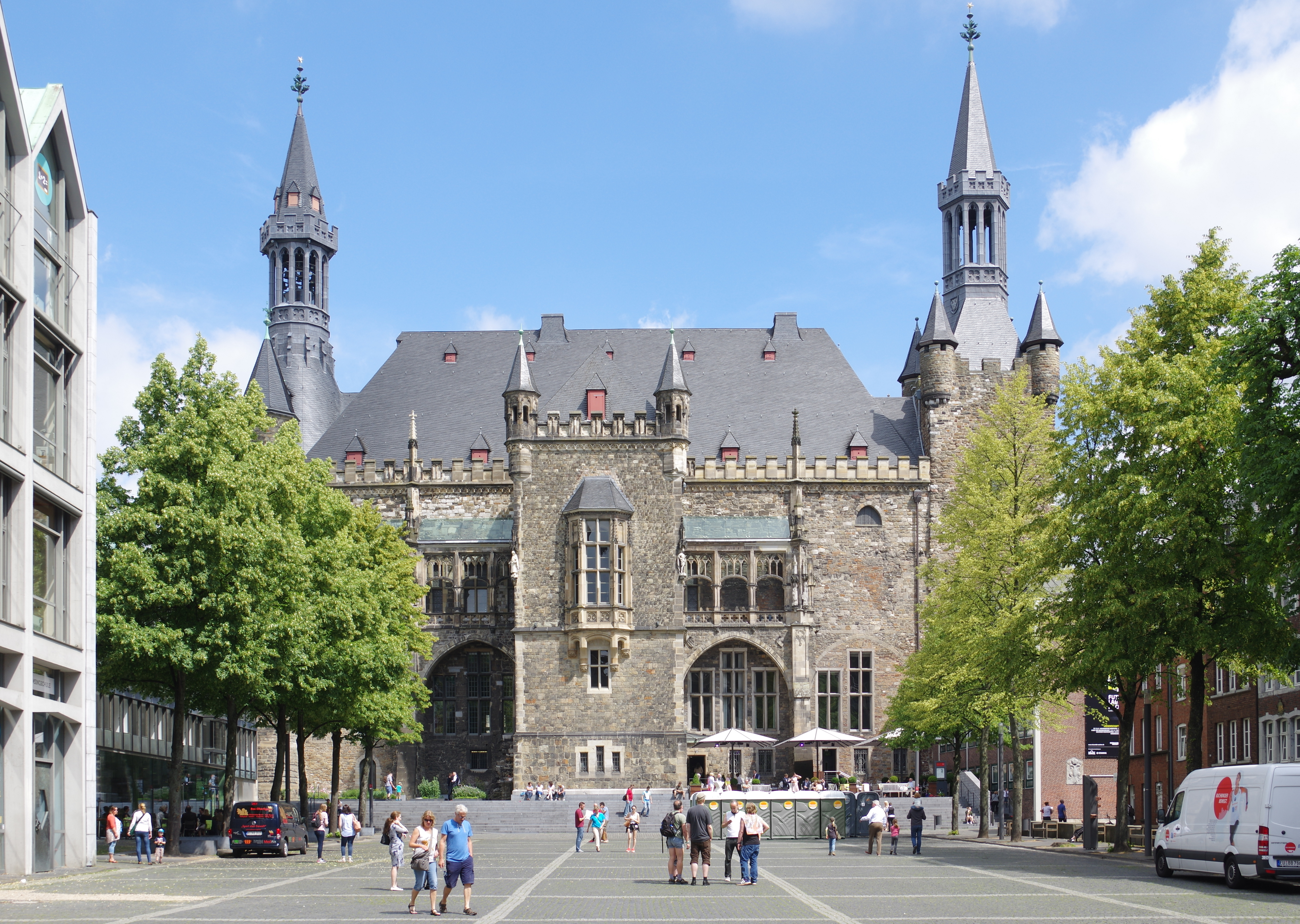
La facciata posteriore su Katsch-hof

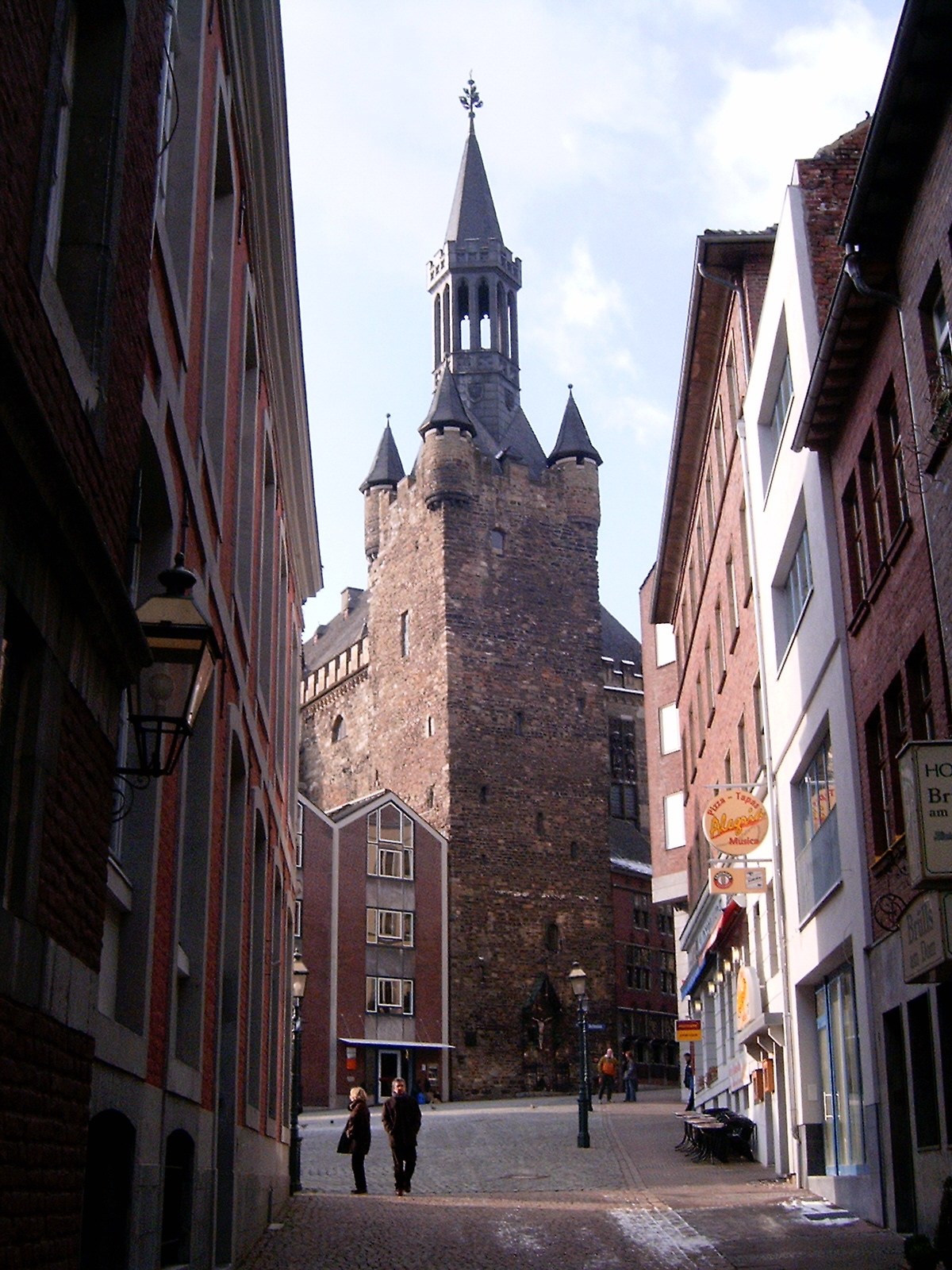
La Granusturm

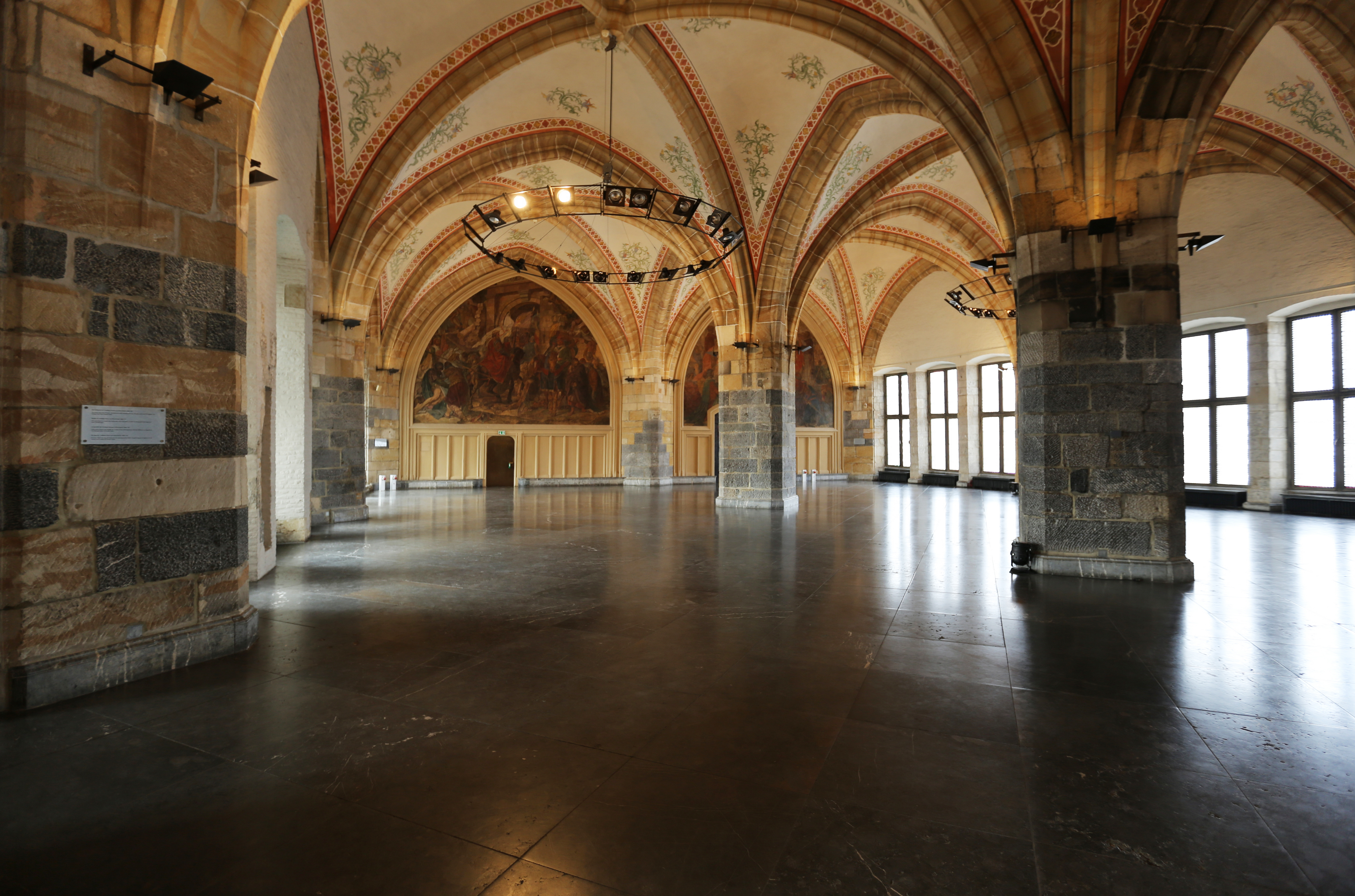
La Krönungssaal

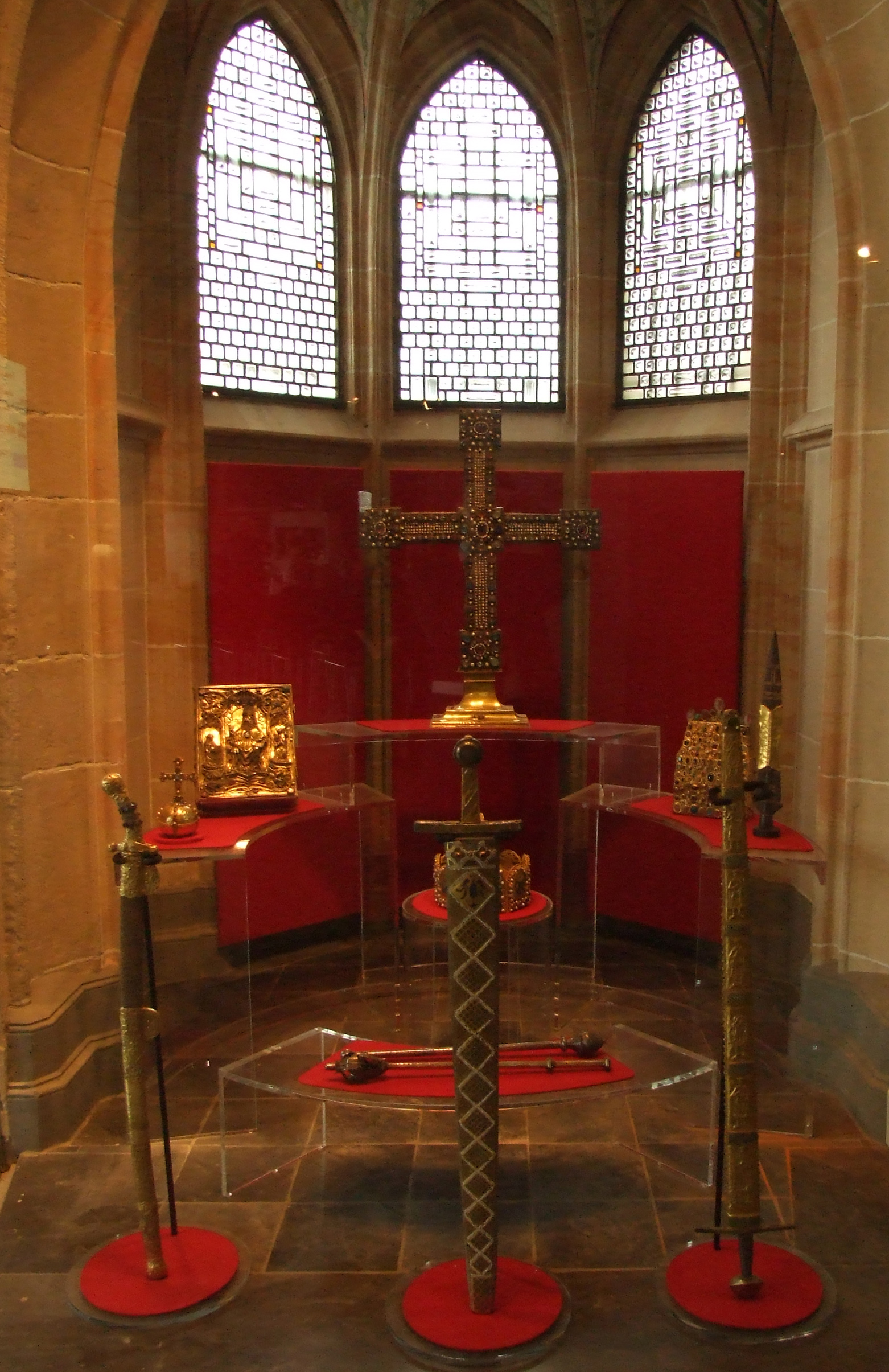
La Cappella con le insegne imperiali

Venne costruito in stile gotico sulle fondamenta del palazzo reale di Carlo Magno, in rovina. Fino ad allora le funzioni del Comune venivano svolte nella vicina Grashaus. La crescente ricchezza di Aquisgrana spinse i cittadini alla costruzione di un nuovo municipio, segno di libertà civile. Tuttavia la città dovette fare una concessione alla famiglia reale, fornire una sala per il banchetto dell'incoronazione nel nuovo municipio.
La costruzione iniziò nel 1330 sotto la guida di Gerhard Chorus, sindaco di Aquisgrana. Originari del tempo di Carlo Magno sono la Granusturm, successivamente alzata di 14 metri, e una parte del lato meridionale che affaccia sul Katschhof. Venne completato nel 1349.
Fino all'anno 1531 si è svolta la Aachener Königskrönungen, Festa delle incoronazioni di Aquisgrana, in quella che viene chiamata Krönungssaal, Sala dell'Incoronazione. Durante i secoli l'edificio ospitò le funzioni amministrative e le celebrazioni del regno. Mentre nella torre Granusturm erano conservati i documenti civici e parte delle armi e munizioni cittadine. La torre è stata utilizzata anche, temporaneamente, come prigione.
Il municipio gotico di Aquisgrana, allora, venne preso come modello architettonico per la costruzione di molti municipi dell'area fiamminga.

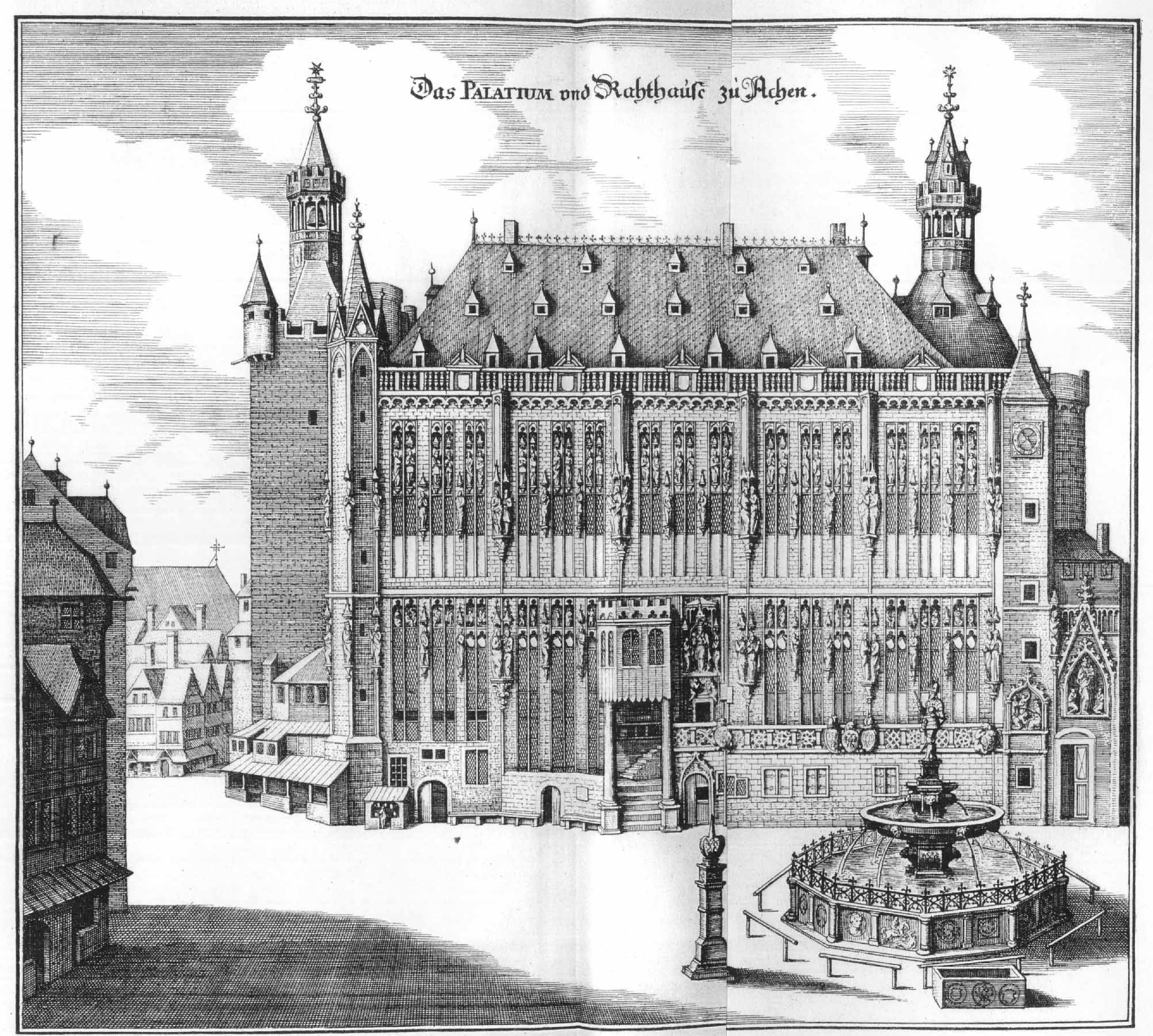
Il Municipio in una stampa del 1647
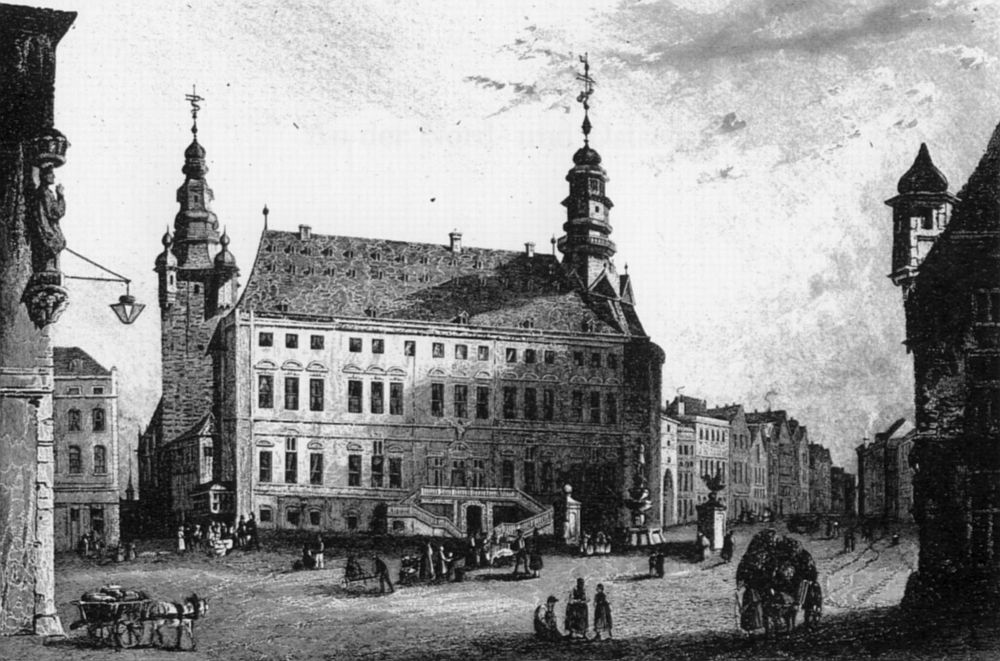
Il Municipio nel 1840
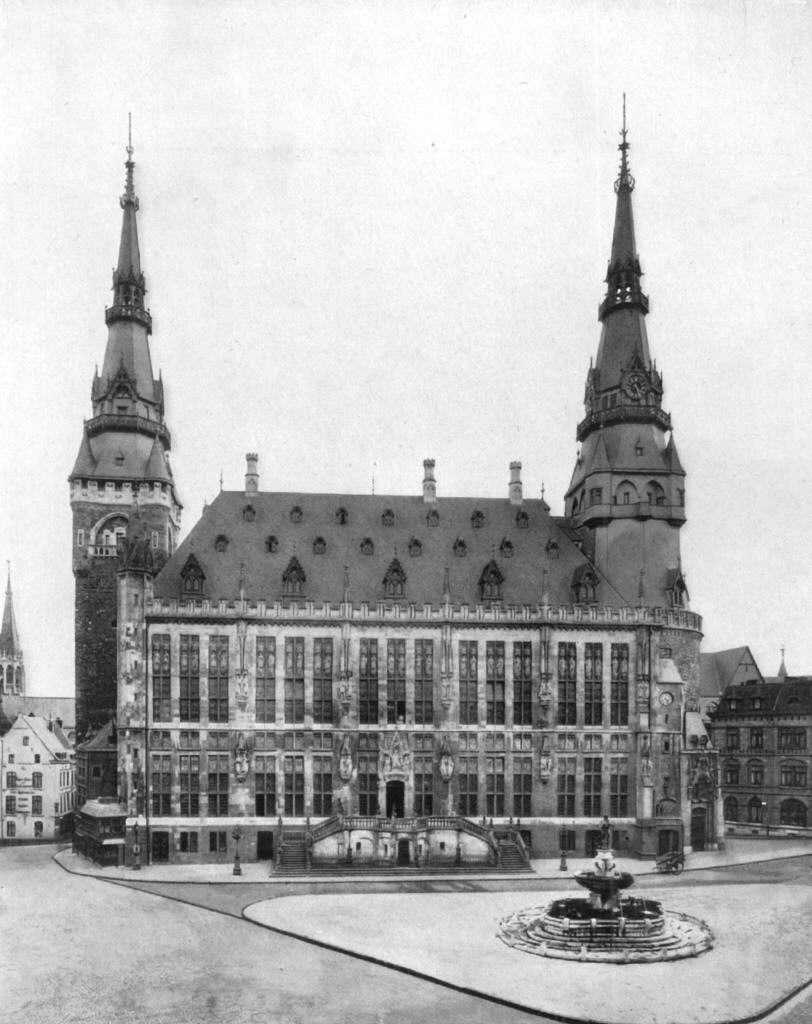
Il Municipio nel 1925

### Periodo barocco
Nel 1656 scoppia un enorme e disastroso incendio che brucerà gran parte della città medievale. Il municipio non fu risparmiato, perse i tetti e le coperture delle torri. Le parti distrutte vennero ricostruite in stile barocco. Inoltre fra il 1727 e il 1732 l'architetto locale Johann Joseph Couven intraprese una pesante "barocchizzazione", soprattutto nella facciate principale, il fronte nord. Infatti in questo periodo venne rimossa tutta la statuaria gotica che ornava la facciata, e tolte le parti trasversali dei grandi finestroni crociati. 
Gli interni vennero ridisegnati nello stile barocco tipico di Aquisgrana-Liegi, e rivestiti con belle boiserie lignee della bottega di Jacques de Reux; ancora visibili nella Sitzungssaal (Sala del Consiglio) e nella Weiße Saal (Sala Bianca) del pianterreno.
Nel 1748, con la firma del celebre Trattato di Aquisgrana per porre fine alla Guerra di successione austriaca, venne istituita la Friedenssaal (Sala della Pace).

### L'Ottocento
Dalla fine dell'epoca imperiale e sotto l'occupazione napoleonica il municipio venne fortemente trascurato, tanto che nel 1840 venne dichiarato in parte fatiscente. Dalla metà del XIX secolo, il municipio venne restaurato, e in parte ricostruito, dall'architetto locale Friedrich Joseph Ark secondo i piani originali gotici. La facciata principale verso il Markt venne ridotata delle statue, una cinquantina fra raffigurazioni di Re, Allegorie delle Arti, della Scienza e del Cristianesimo.
Inoltre, l'interno è stato ridecorato con dipinti neo-gotici commissionati al pittore Alfred Rethel che fu incaricato di realizzare un ciclo di affreschi di grandi dimensioni per la Sala dell'Incoronazione, gotica a due navate. Il lavoro venne iniziato nel 1847 e completato nel 1861. Si tratta di un ciclo storiografico che mostra Episodi e leggende della vita di Carlo Magno.
Tuttavia il 29 giugno del 1883 un nuovo incendio si propaga in città da edifici della Antoniusstraße. Entro quattro ore il tetto e le due torri del municipio e gran parte degli edifici residenziali circostanti sul lato sud del Markt andarono bruciati. Gli interni con gli affreschi di Rethel e il piano terra vennero risparmiati dal fuoco.
Il 1º novembre 1884, la città di Aquisgrana ha indetto un concorso per il restauro del municipio. Tra i 13 progetti presentati vinse quello dell'architetto locale Georg Frentzen e nel 1891 il Municipio e le torri furono ricostruite. La ristrutturazione degli interni venne affidata all'architetto locale Joseph Laurent. I lavori di restauro vennero completati nel 1902, quando il 19 giugno si procedette alla cerimonia d'inaugurazione alla presenza dell'imperatore Guglielmo II di Germania.

### La seconda guerra mondiale
Durante la seconda guerra mondiale il municipio venne gravemente danneggiato, le coperture distrutte ancora una volta e gli interni rovinati. I complicati lavori di restauro intrapresi dal 1946 si prolungarono fino al 1968.